# Seethen

Lage der Ortschaft Seethen in Gardelegen

Seethen ist ein Ortsteil der gleichnamigen Ortschaft der Hansestadt Gardelegen im Altmarkkreis Salzwedel in Sachsen-Anhalt.

## Geografie

### Lage
Seethen, ein Dorf mit Kirche, liegt etwa 15 km nordöstlich der Altstadt von Gardelegen in der Altmark. Im Osten fließt der Lindstedter Grenzgraben. Im Norden liegt der etwa 48 Meter hohe Hörsterberg.
Nachbarorte sind Lindstedt im Westen, Lindstedterhorst im Nordwesten, Wollenhagen im Nordosten und Lotsche im Osten.

### Ortschaftsgliederung
Zur Ortschaft Seethen gehören die Ortsteile Lotsche und Seethen.

## Geschichte

### Mittelalter bis Neuzeit
Im Jahre 1380 wurde das Dorf Seethen erstmals als Sethen erwähnt, als Schulte, ein Bürger zu Gardelegen, seiner Tochter, einer Klosterfrau in Kloster Neuendorf, Hebungen aus der Mühle auf Lebenszeit verschrieb. Weitere Nennungen sind: 1409 Zeten, 1457 Sethen und 1498 Seten. Aus dem Urmesstischblatt von 1843 ergibt sich, dass das ursprüngliche Sackgassendorf zum Straßendorf erweitert wurde. Noch zu Beginn des 20. Jahrhunderts stand auf dem Hörsterberg eine Windmühle. Heute steht dort eine Stallanlage.
Der Historiker Peter P. Rohrlach weist darauf hin, dass die von Hermes und Weigelt aufgeführte urkundliche Erwähnung des Ortes im Jahre 1145 nicht belegbar ist.

### Archäologie
1839 wurde am Weg nach Lindstedt an den Barwiesenkannen eine Aufgrabung eines slavischen Begräbnisplatzes durchgeführt. Im Jahre 1912 war der Fund einer schwarztonigen Situla bei Seethen aus der späten Latènezeit bekannt. In einer heute verfüllten Sandgrube im südwestlichen Bereich des Hörsterbergs nordwestlich des Dorfes wurden um 1930 Urnengräber entdeckt. In der Mitte der 1960er Jahre wurde auf dem Hörsterberg Bausand abgebaut. Erst 1988 wurde der Abbau wieder aufgenommen, dabei kamen zerstörte Urnengräber zum Vorschein. Die Grabungen in den Jahren 1990 und 1991 erlaubten die Bergung einer Steinkreisanlage mit 74 Urnenkomplexen aus der jüngeren Bronzezeit. Ein Grab war von einer rechteckigen Lappenschale überwölbt.
Im Südosten des Dorfes sind Reste einer vermutlich flämischen Wallanlage als archäologisches Kulturdenkmal unter Schutz gestellt.

### Herkunft des Ortsnamens
Franz Mertens führt den Ortsnamen 1409 Zeten auf einen slawischen Personennamen zurück, den Eigennamen des ersten Siedlers „zeto“ oder „zeta“.

### Eingemeindungen
Am 20. Juli 1950 wurde die bis dahin eigenständige Gemeinde Lotsche nach Seethen eingemeindet. Die Gemeinde Seethen kam am 25. Juli 1952 vom Landkreis Gardelegen zum Kreis Gardelegen. Nach dessen Auflösung am 1. Juli 1994 kam sie zum Altmarkkreis Salzwedel.
Die Gemeinde Seethen wurde per Landesgesetz am 1. Januar 2011 in die Stadt Gardelegen eingemeindet und verlor dadurch seine politische Selbständigkeit. Sie gehörte bis zu ihrer Auflösung der Verwaltungsgemeinschaft Südliche Altmark an, die ihren Verwaltungssitz in der Stadt Gardelegen hatte und ebenfalls am 1. Januar 2011 aufhörte zu existieren.

### Einwohnerentwicklung
| Jahr | Einwohner |
| ---- | --------- |
| 1734 | 111       |
| 1772 | 057       |
| 1790 | 173       |
| 1798 | 147       |
| 1801 | 180       |
| 1818 | 148       |

| Jahr | Einwohner |
| ---- | --------- |
| 1840 | 205       |
| 1864 | 233       |
| 1871 | 228       |
| 1885 | 219       |
| 1892 | [00]199   |
| 1895 | 192       |

| Jahr | Einwohner |
| ---- | --------- |
| 1900 | [00]187   |
| 1905 | 190       |
| 1910 | [00]177   |
| 1925 | 189       |
| 1939 | 162       |
| 1946 | 277       |

| Jahr | Einwohner |
| ---- | --------- |
| 1964 | 308       |
| 1971 | 282       |
| 1981 | 204       |
| 1993 | 182       |
| 2006 | 166       |
| 2012 | [00]145   |

| Jahr | Einwohner |
| ---- | --------- |
| 2016 | [0]097    |
| 2021 | [0]137    |
| 2022 | [0]136    |

Quelle, wenn nicht angegeben, bis 2006: 2016 ohne Lotsche, ab 1964 mit Lotsche.

## Religion

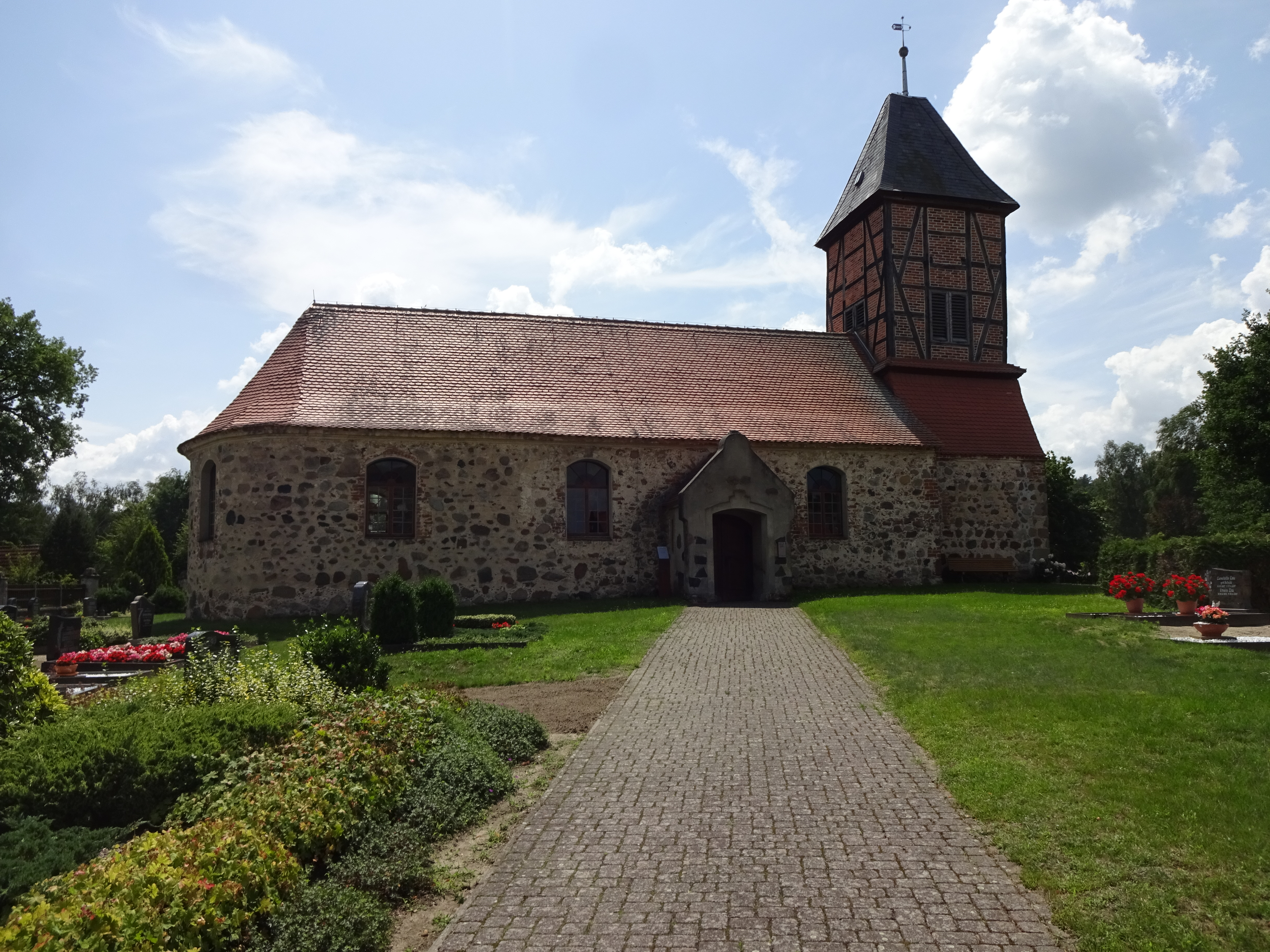
Dorfkirche Seethen

Die evangelische Kirchengemeinde Seethen, die früher zur Pfarrei Lindstedt gehörte, wird heute betreut vom Pfarrbereich Lindstedt im Kirchenkreis Salzwedel im Propstsprengel Stendal-Magdeburg der Evangelischen Kirche in Mitteldeutschland. Die ältesten überlieferten Kirchenbücher für Seethen stammen aus dem Jahre 1683.
Die katholischen Christen gehören zur Pfarrei St. Anna in Stendal im Dekanat Stendal im Bistum Magdeburg.

## Politik

### Ortsbürgermeister
Gerald Adler ist Ortsbürgermeister der Ortschaft Seethen. Er war auch der letzte Bürgermeister der ehemals selbstständigen Gemeinde Seethen.

### Ortschaftsrat
Bei der Ortschaftsratswahl am 26. Mai 2019 gewann die „Ortsinitiative Seethen/Lotsche“ alle 7 Sitze.
Gewählt wurden 2 Ortschaftsrätinnen und 5 Räte.

## Kultur und Sehenswürdigkeiten
- Die evangelische Dorfkirche Seethen ist ein flach gedeckter rechteckiger Feldsteinbau mit halbkreisförmigem Ostschluss und einem Westturm, der ab Firsthöhe des Schiffs in Fachwerk ausgeführt ist. Der Bau stammt aus dem 16. Jahrhundert.[28]
- Das Gehöft der früheren Wassermühle am Lindstedter Grenzgraben im Südosten des Dorfen steht unter Denkmalschutz. Die Mühle war bis in die 1930er Jahre in Betrieb. Sehenswert ist der Seether Mühlengarten.[29]

## Sage – Der Tulumstein auf dem Buchenberg
Der Lehrer Völker überlieferte im Jahre 1908 im „Altmärkischen Sagenschatz“ eine Sage über einen großen Findling auf dem etwa 81 Meter hohen Buchenberg, südwestlich des Dorfes. Er erläuterte, dass Ende der 1860er Jahre auf der Feldmark auf einer Anhöhe mit dem plattdeutschen Namen „Bökenberg“ ein „gewaltiger Steinriese“ lag. Der Stein wurde vom Maurer Olz aus Lindstedt „entzweigeschossen“ und zum Bau der Kirche in Holzhausen verwendet.
Der Sage zufolge wohnte auf dem Buchenberg ein Riese, der mit seinem Freund, dem berühmten Riesen aus Steinfeld (Altmark) zusammen Brot buk. Wollte einer backen, so „rackte“ er am Abend vorher mit dem Teigmesser in seinem Backtrog. Darüber gerieten die beiden mal in einen heftigen Streit, der Steinfelder Riese warf einen riesigen Stein nach Seethen, wo er liegen blieb. Den Namen „Tulumstein“ hat er erhalten, weil man von ihm sagte, dass er sich jedes Mal, wenn er den Hahn krähen hört, dreimal herumdreht.